# Poggio-di-Nazza
Poggio-di-Nazza (en corso U Poghju di Nazza) es una comuna y población de Francia, en la región de Córcega, departamento de Alta Córcega.
Su población municipal en 2007 era de 180 habitantes.

## Demografía
| abs. | 518 | 505 | 587 | 754 | 736 | 939 | 930 | 840 | 824 | 858 | 883 | 950 | 885 | 900 | 1 005 | 877 | 1 156 | 943 | 933 | 893 | 907 | 853 | 802 | 539 | 559 | 322 | 305 | 288 | 224 | 165 | 185 | 180 |
| Para los censos de 1962 a 1999 la población legal corresponde a la población sin duplicidades (Fuente: INSEE [Consultar]) |     |     |     |     |     |     |     |     |     |     |     |     |     |     |       |     |       |     |     |     |     |     |     |     |     |     |     |     |     |     |     |     |